# Sologny
Sologny är en kommun i departementet Saône-et-Loire i regionen Bourgogne-Franche-Comté i östra Frankrike. Kommunen ligger i kantonen Mâcon-Nord som tillhör arrondissementet Mâcon. År 2022 hade Sologny 576 invånare.

## Befolkningsutveckling
Antalet invånare i kommunen Sologny
| Referens: INSEE |